# Веб-кеш
Веб-кеш је механизам привременог складиштења (кеширања) веб-докумената, као што су  странице и слике, како би се смањило коришћење протока, оптерећење сервера и видљив лаг. Веб-кеш складишти копије докумената који пролазе кроз њега; наредни захтеви се могу остварити из кеша уколико су испуњени неки захтеви. Гуглов кеш линк у његовим резултатима претраге пружа начин прикупљања података са веб-страница које су недавно скинуте са веба и бржи начин прикупљања података од самог клика на директни линк.

## Системи
Веб-кешеви могу бити коришћени у различитим системима.
- Претраживач веба може кеширати вебсајт.
- кеш је кеш изван мреже веб-сервера, нпр. на клијентском софтверу интернет сервис провајдера или на мрежи компаније.[2]
- кеш свестан мреже је исти као forward кеш али кешира само често посећене странице.[3]
- кеш стоји испред једног или више веб-сервера и веб-апликација, убрзавајући захтеве са интернета.[4]
- Клијент, као што је интернет прегледач, може да складишти веб-садржај за поновно коришћење. На пример, уколико је притиснуто дугме назад, локално кеширана верзија странице може бити приказана уместо слања новог захтева веб-серверу.
- Веб-сервер који стоји између клијента и сервера може да процени  заглавља и да онда изабере да складишти веб-садржај.
- Мрежа за доставу садржаја може да чува копије веб-садржаја на различитим тачкама кроз мрежу.

## Контрола кеша
дефинише три основна механизма за котролу кеша: свежину, валидност и невалидност.
СвежинаДозвољава одговору да се користи без његове поновне провере на серверу одакле је стигао, и да може бити контролисан и од стране сервера и од стране клијента. На пример, заглавље Истекао даје датум када документ постаје устајао, и Контрола-кеша: директива максималног времена, каже кешу још колико секунди је одговор свеж.
ВалидностМоже се користити како би се проверило да ли је кеширани одговор још увек добар након што постане устајао. На пример, уколико одговор садржи заглавље Последње-модификован, кеш може да направи условни захтев користећи Уколико-је-модификован-након заглавље да би проверио да ли је дошло до промене. Механизам ETag (ентитет таг) такође допушта јаку и слабу валидност.
НевалидностОбично је нуспојава неког другог захтева који пролази кроз кеш. На пример, уколико URL који је повезан са кешираним одговором накнадно добије , PUT или DELETE захтев, кеширани одговор ће постати невалидан.

## Правна питања
Године 1998, Дигитални миленијумски акт о ауторским правима додао је правило закону Сједињених Америчких Држава (17 U.S.C. §: 512) које ослобађа системске операторе одговорности за употребу кеширања.

## Поређење веб-кеширања
| Име | Тип     | Оперативни систем | мод | мод | Лиценца                                |
| --- | ------- | ----------------- | --- | --- | -------------------------------------- |
|     | Софтвер |                   |     |     |                                        |
|     | Уређај  |                   | Да  | Да  | Власнички                              |
|     | Уређај  |                   | Да  | Да  | Власнички                              |
|     | Софтвер |                   | Да  | Да  | Бесплатан ()                           |
|     | Софтвер |                   | Да  | Да  | Власнички                              |
|     | Софтвер |                   | Да  | Да  | Бесплатан ()                           |
|     | Софтвер |                   | Да  | Да  | Бесплатан ()                           |
|     | Софтвер |                   | Да  | Да  | Бесплатан ()                           |
|     | Софтвер |                   | Да  | Да  | Власнички                              |
|     | Софтвер |                   | Да  | Да  | Бесплатан ()                           |
|     | Софтвер |                   | Да  | Да  | Власнички / Бесплатан за три корисника |